# Буха (Наумбург)
Буха (нем. Bucha) — деревня в Германии, в земле Саксония-Анхальт. Входит в состав коммуны Кайзерпфальц района Бургенланд.
Население составляет 278 человек (на 31 декабря 2007 года). Занимает площадь 7,84 км².
Буха впервые упоминается 8 марта 1154 года. Принадлежала графам фон Бух, которые имели здесь господский дом.
Буха ранее имела статус отдельной коммуны. 1 июля 2009 года была объединена с соседними общинами Мемлебен и Вольмирштедт, образовав новую коммуну Кайзерпфальц.